# Rafael Gordillo
Rafael Gordillo Vázquez (* 24. únor 1957, Almendralejo) je bývalý španělský fotbalista. Hrál na pozici obránce.
Se španělskou reprezentací vybojoval stříbrnou medaili na mistrovství Evropy roku 1984. Hrál ještě na dvou dalších Eurech (1980, 1988) a dvou mistrovstvích světa (1982, 1986). Celkem za národní tým odehrál 75 zápasů, v nichž vstřelil 3 branky.
S Realem Madrid získal v sezóně 1985/86 Pohár UEFA. Pětkrát s ním vyhrál španělskou ligu (1985–86, 1986–87, 1987–88, 1988–89, 1989–90).
V sezóně 1990/91 byl vyhlášen nejlepším hráčem španělské ligy (Premio Don Balón). Časopis France Football ho vyhlásil 15. nejlepším fotbalistou 20. století.
Roku 2010 se stal prezidentem klubu Betis Sevilla.